# Bruce Seldon
Bruce Seldon (ur. 30 stycznia 1967) − amerykański bokser, w latach 1995-1996 mistrz wagi ciężkiej świata organizacji WBA.

## Życiorys
Stracił mistrzostwo po porażce z Mikiem Tysonem. W 1997 roku został oskarżony o stosunki seksualne z nieletnią, zażywanie narkotyków oraz posiadanie broni. W roku 1998 został skazany na rok więzienia oraz 5 lat okresu próbnego. Do boksu powrócił w 2004 roku, lecz nie odnosił już większych sukcesów. Ostatnią walkę stoczył w 2009 roku (w wieku 42 lat), gdy został znokautowany przez Fresa Oquendo.